# Concerti Armonici

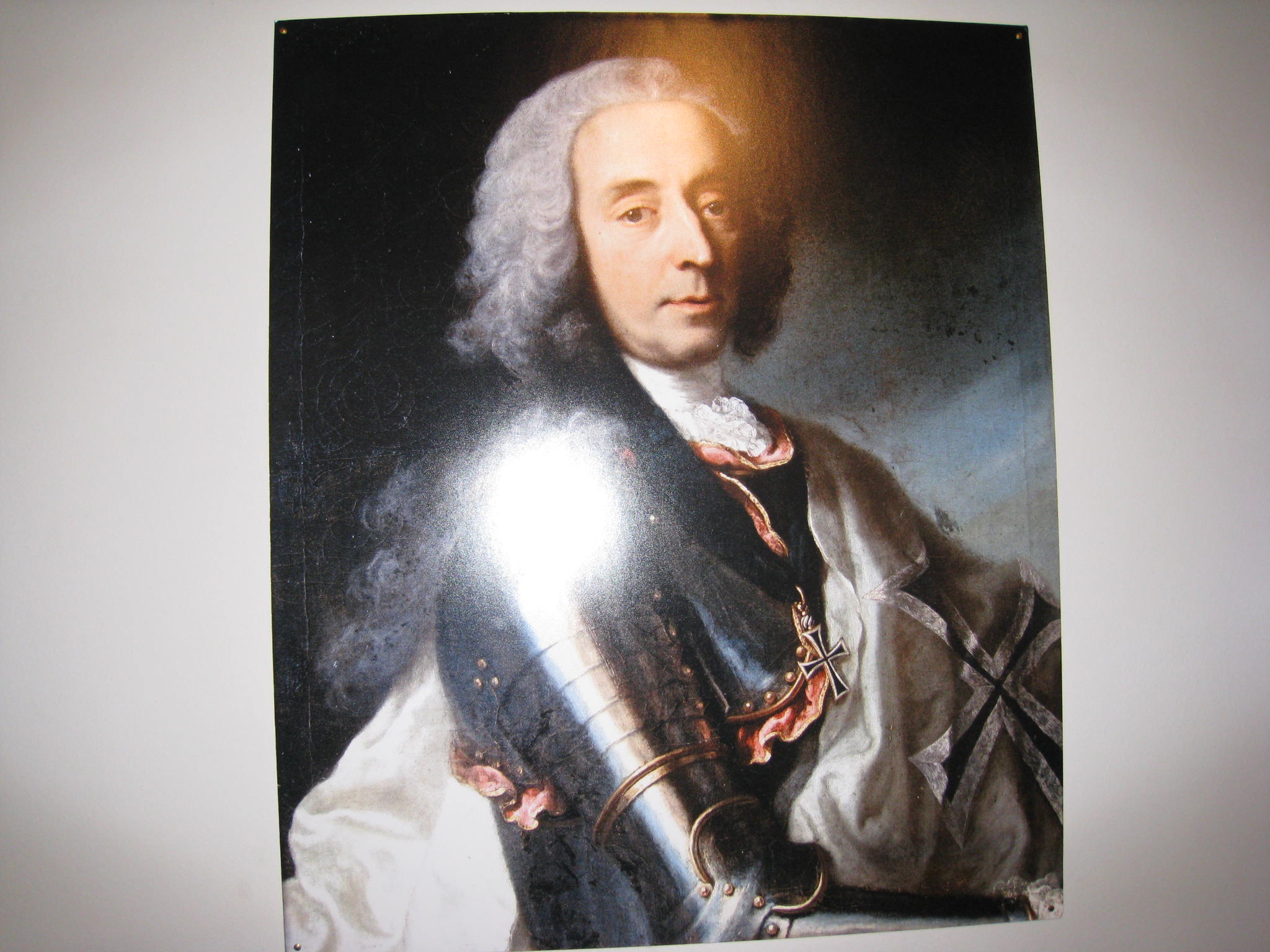
Unico van Wassenaer als landcommandeur Duitse Orde

De Concerti Armonici zijn 6 concerti van de hand van Graaf Unico Wilhelm van Wassenaer, 
Landcommandeur van Ridderlijke Duitsche Orde in de protestantse Balije Utrecht

## Toelichting
Unico van Wassenaar componeerde deze stukken vermoedelijk tussen 1725 en 1740 voor de huisconcerten die hij samen met Graaf Willem Bentinck organiseerde voor een beperkt publiek van edellieden. Ze werden in 1740 uitgegeven bij Ricciotti in Den Haag met een dedicatie aan Graaf Willem Bentinck, evenwel zonder vermelding van de componist. Vermoedelijk was Unico van Wassenaar zelf niet overtuigd van zijn muzikaal talent. Dit alles zorgde tot 1980 voor verwarring rond het vaderschap van deze composities. Onderzoek door de musicoloog Albert Dunning werkte in die zin verhelderend.
Alle 6 concerti zijn gekenmerkt door een grote harmonische rijkdom en een melodische vindingrijkheid met daarbij een  italianiserende invloed. Elk concerto bevat vier delen met telkens twee snelle en twee langzame bewegingen. De composities bekoren de luisteraar door een opvallende sonoriteit met afwisseling van lyrische passages en momenten van reflectie en dynamisch-dansante delen.

## Structuur van de concerti
- Concerto 1 in G
  - Grave
  - Allegro
  - Un poco andante
  - Allegro

- Conerto 2 in Bes
  - Largo andante
  - Da capella: Presto
  - Largo affecttuoso
  - Allegro moderato

- Concerto 3 in A
  - Grave sostenuto
  - Da capella - Andante mordante
  - Largo andante
  - Vivace

- Concerto 4 in G
  - Largo
  - Da capella non presto
  - Largo affettuoso
  - Allegro

- Concerto 5 in f

- - Adagio- Largo
  - Da Capella
  - Con sordini
  - A tempo giusto

- Concerto 6 in Es
  - Affettuoso
  - Presto
  - Largo
  - Vivace